# Sciaphilomastax piro
Sciaphilomastax piro är en insektsart som beskrevs av Marius Descamps 1979. Sciaphilomastax piro ingår i släktet Sciaphilomastax och familjen Eumastacidae. Inga underarter finns listade i Catalogue of Life.